# Zbyslavice
Zbyslavice là một làng thuộc huyện Ostrava-město, vùng Moravskoslezský, Cộng hòa Séc.